# Жилой Чернец
Жилой Чернец — деревня в Старорусском районе Новгородской области, входит в состав Наговского сельского поселения.

## География
Деревня находится в южной части Новгородской области, на расстоянии примерно 10 км (по прямой) к северо-западу от города Старая Русса, административного центра района.

### Часовой пояс
Деревня Жилой Чернец, как и вся Новгородская область, находится в часовой зоне МСК (московское время). Смещение применяемого времени относительно UTC составляет +3:00.

## История
На карте 1840 года обозначена как поселение с 35 дворами. В 1908 году в деревне Старорусского уезда Новгородской губернии насчитывалось 135 дворов и проживало 424 человека.

## Население
| 2010 |
| ---- |
| 43   |

### Национальный состав
Согласно результатам переписи 2002 года, в национальной структуре населения русские составляли 100 % из 47 чел.